# アン・リヴィア
アン・リヴィア（Anne Revere, 1903年6月25日 - 1990年12月18日）は、アメリカ合衆国の女優である。アン・リヴェア、アン・リヴェールとも表記される。身長165cm。
1940年代に様々な映画で当時のスター俳優の母親役を演じ、1944年の映画『緑園の天使』で第18回アカデミー賞の助演女優賞を受賞するなど、名脇役として知られる。

## 経歴
- 1903年にニューヨーク市に生まれる。父親は株式仲買人。アメリカ独立戦争の英雄ポール・リビアの直系の末裔である。
- 1926年にウェルズリー大学を卒業すると、American Laboratory School に通い、マリア・オースペンスカヤ（en:Maria Ouspenskaya）やルイシャルト・ボレスワフスキから演技を学ぶ。
- 1931年にブロードウェイデビュー。
- 1934年に『Double Door』の映画化に際して原作舞台劇で演じた役と同じ役でハリウッドデビューする。その後、一旦ブロードウェイに戻るが、1940年以降は母親役を中心に様々な映画に出演するようになる。
- 1943年の映画『聖処女』で第16回アカデミー賞の助演女優賞にノミネート。
- 1944年の映画『緑園の天使』で第18回アカデミー賞[1]の助演女優賞を受賞。
- 1947年の映画『紳士協定』で第20回アカデミー賞の助演女優賞にノミネート。
- 1951年に「赤狩り」のブラックリストに名前が載ったことから映画俳優組合の理事を辞任。その後約20年に渡り、映画には出演しなかった。以降は活動の中心を舞台とテレビに移す一方、夫で舞台演出家であるサミュエル・ローゼンとともにニューヨークで演劇学校を開く。
- 1960年にリリアン・ヘルマンの戯曲『屋根裏部屋のおもちゃ（Toys in the Attic）』でトニー賞演劇助演女優賞を受賞。
- 1984年に夫と死別。
- 1990年に肺炎で死去。

## 主な出演作品
- Double Door (1934)
- 感激の町 Men of Boys Town (1941)
- 焔の女 The Flame of New Orleans (1941)
- 追憶 Remember the Day (1941)
- 三人姉妹 The Gay Sisters (1942)
- 旧友 Old Acquaintance (1943)
- 聖処女 The Song of Bernadette (1943)
- 南の島でラブハント Rainbow Island (1944)
- 緑園の天使 National Velvet (1944)
- 王国の鍵 The Keys of the Kingdom (1944)
- 風車の秘密 The Thin Man Goes Home (1945)
- 堕ちた天使 Fallen Angel (1945)
- ボディ・アンド・ソウル Body and Soul (1947)
- 永遠のアンバー Forever Amber (1947)
- 紳士協定 Gentleman's Agreement (1947)
- 扉の陰の秘密 Secret Beyond the Door (1948)
- 嵐の園 Scudda Hoo! Scudda Hay! (1948)
- 海の呼ぶ声 Deep Waters (1948)
- ミズーリ大襲撃 The Great Missouri Raid (1951)
- 陽のあたる場所 A Place in the Sun (1951)
- 愛しのジュニー・ムーン Tell Me That You Love Me, Junie Moon (1970)